# Dioscorea hassleriana
Dioscorea hassleriana là một loài thực vật có hoa trong họ Dioscoreaceae. Loài này được Chodat mô tả khoa học đầu tiên năm 1903.